# Музикален фестивал
Музикален фестивал е фестивал с изпълнение на музика.
Съществуват музикални фестивали с тематична музика или музика по жанр. Музикални фестивали се организират и във връзка с някои национални празници. Повечето от тях са ежегодни, но някои се провеждат само веднъж. Фестивалът Удсток например през 1969 година събира около половин милион зрители. Днес някои фестивали събират до 1 милион слушатели и зрители.
В България се провеждат ежегодно фестивали за изпълнение на Класическа музика (Оперна, Симфонична и Камерна), рок, джаз и фолклорни фестивали. Някои от тях продължават няколко дни.
Най-големият музикален фестивал е Съмърфест в Милуоки, Уисконсин.